# Regiunea Logone Oriental
Regiunea Logone Oriental este una dintre cele 22 unități administrativ-teritoriale de gradul I ale statului Ciad. Reședința sa este orașul Doba. Are o populație de 440.342 locuitori.

## Subdiviziuni
Regiunea Logone Oriental este alcătuită din 4 departamente:
| Department   | Capitală  | Sub-prefectures                                  |
| ------------ | --------- | ------------------------------------------------ |
| Lanya        | Bébédjia  | -                                                |
| La Nya Pendé | Goré      | Békan, Donia, Goré, Yamodo                       |
| La Pendé     | Doba      | Béboto, Bodo, Doba, Kara, Madana, Komé           |
| Monts de Lam | Baïbokoum | Baïbokoum, Bessao, Mbaïkoro, Mbitoye, Laramanaye |